# بيجى داو
بيجى داو (بالإنجليزية: Peggy Dow)‏ هي ممثلة أمريكية، ولدت في 18 مارس 1928 بمسيسيبي في الولايات المتحدة.

## أعمال

### أفلام
- (1950) هارفي

## وصلات خارجية
- بيجى داو على موقع IMDb (الإنجليزية)
- بيجى داو على موقع ألو سيني (الفرنسية)
- بيجى داو على موقع أول موفي (الإنجليزية)
- بيجى داو على موقع قاعدة بيانات الأفلام السويدية (السويدية)
- بيجى داو على موقع إن إن دي بي (الإنجليزية)
- بيجى داو على موقع قاعدة بيانات الفيلم (الإنجليزية)
- بيجى داو على موقع كينوبويسك (الروسية)